# Aztec (Nuovo Messico)
Aztec (in navajo: Kinteel) è una città e capoluogo della contea di San Juan, Nuovo Messico, Stati Uniti. Al censimento del 2010, la popolazione della città era di 6.763 abitanti. L'Aztec Ruins National Monument si trova sul lato nord della città.

## Geografia fisica
Secondo lo United States Census Bureau, ha un'area totale di 13,1 mi² (33,93 km²).

## Storia

### Preistoria
Aztec e l'area circostante sono stati occupati e sfruttati per oltre 1.000 anni. Gli Anasazi raggiunsero il loro picco intorno al 1100. Circa 200 anni dopo l'area fu abbandonata per motivi non chiari. Le teorie sono una siccità di 23 anni iniziata nel 1276 e/o continue incursioni da parte delle tribù nemiche. L'area non fu più ampiamente utilizzata fino agli anni 1500 con l'arrivo della caccia/raccolta da parte dei Navajo (o "Dine"), un popolo nomade del nord.

### Rovine di Aztec
Sulla sponda occidentale del fiume Animas si erge l'Aztec Ruins National Monument, un sito del patrimonio mondiale dell'UNESCO che è stato costruito nel XII secolo dagli Anasazi usando pietra e malta per creare massicce opere murarie ed enormi abitazioni. La rovina principale copre due acri, si erge su tre piani e conteneva 500 stanze con una media di 10 x 12 piedi. Una piazza chiusa è dominata da un grande Kiva. La datazione dell'anello degli alberi indica che la maggior parte del pueblo fu costruito dal 1110 al 1115. Le prove indicano che i costruttori erano imparentati con la tribù della cultura Chaco situata nel Chaco Canyon a sud. Nel 1125, le rovine di Aztec furono rioccupate da una cultura che assomigliava a quella di Mesa Verde, in Colorado. Questa tribù rimodellò e allargò le rovine e occupò l'area finché anche loro abbandonarono il complesso alla fine del XIII secolo. Il fiume Animas, che scorre attraverso Aztec, deriva dal nome spagnolo Rios de Los Animas Perditas (letteralmente "fiume delle anime perdute"). Il fiume ha continuamente fornito alla valle acqua così disperatamente necessaria in un ambiente semi-desertico.

### Nascita della comunità
La storia documentata di Aztec comincia nell'estate del 1776 con l'arrivo di Padre Francisco Atanosio Dominquez e Padre Francisco Velaz de Escalante, due frati che cercavano una via terrestre più breve da Santa Fe alla California. Dominquez ed Escalante non trovarono mai una pista adatta alle missioni della California. Tuttavia, i loro sforzi fornirono un percorso per tutti gli altri esploratori e primi coloni nella regione del bacino di San Juan. Il nome di Aztec può anche essere attribuito al ritrovamento di grandi e antiche rovine da parte di Escalante che credeva fossero state costruite dagli indiani aztechi del Messico.
Nata come trading post, Aztec divenne una comunità stabile nel 1887. A differenza di gran parte del West, i coloni di Aztec lavoravano nell'agricoltura e nell'orticoltura. I bovini e gli ovini erano prevalenti, tuttavia l'agricoltura consentiva ad Aztec di sviluppare un carattere del tutto diverso dal resto del Sud-Ovest. Nel 1895, Main Avenue vantava un fabbro, una farmacia, un barbiere, un granaio, un mulino ad acqua, un saloon, un negozio, due avvocati, un dottore e un dentista. Nel 1900, Aztec era una città di case con staccionate e giardini fioriti.
L'agricoltura contribuì a far crescere l'economia di Aztec. Nel 1900, la consegna giornaliera della posta all'ufficio postale era regolare. Il servizio telefonico iniziò nel 1903 e nel 1905 la Denver & Rio Grande Railroad gestiva una linea tra Durango e Aztec, aiutando Aztec a diventare un importante punto di spedizione per ovini e bovini. Nel 1908, l'elettricità attualmente corrente continua trovò la sua strada per Aztec (convertita in corrente alternata negli anni 1920). Nel 1910 Aztec vantava 30 attività commerciali tra cui un negozio, drogherie, un mercato della carne, due giornali, una banca, due avvocati, una panetteria, tre medici, due dentisti, diversi falegnami e pittori. La popolazione di 700 abitanti sosteneva altri 300 abitanti nelle comunità agricole circostanti. Aztec era il posto più conveniente per fare acquisti.
Durante la grande depressione, Aztec non sentì gli effetti negativi tanto quanto il resto della nazione. La banca non chiuse e i cittadini lavorarono la terra per il cibo e le provviste. Aztec era stagnante negli anni 1930 e 1940.

### Evoluzione economica
Nel 1901, la Durango Oil and Fuel Company eseguì il primo test del petrolio nella contea sul lato est di Aztec. Perforò fino a profondità di 1 700 piedi, con conseguente acqua color arcobaleno ma senza petrolio. Nel 1921 l'Aztec Oil Syndicate iniziò a perforare alla periferia di Aztec e trovò un'abbondanza di petrolio a 985 piedi. Successivamente perforò fino a 1 750 piedi e trovò gas naturale, che è stato convogliato ad Aztec per uso domestico e commerciale, rendendo Aztec la prima città del Nuovo Messico ad utilizzare il gas naturale per il carburante.
Dal 1916 al 1918, altre società scoprirono che la trivellazione "superficiale" produceva petrolio. Le perforazioni in tutto il bacino stavano aumentando e coinvolgendo operai petroliferi, molti dei quali vivevano ad Aztec. Nel 1950, la El Paso Natural Gas Company posò una linea di trasmissione che si estendeva dal bacino di San Juan alla California. Ciò diede ad Aztec le maggiori entrate e maggiori opportunità di impiego. Abitazioni e imprese erano in piena espansione. Nel 1955 la popolazione di Aztec era ai massimi livelli: 7.000 abitanti. La città costruì un nuovo tribunale, il municipio e l'ufficio postale, le strade furono pavimentate, le linee d'acqua si estendevano e furono installati i parchimetri. L'attività aumentò a metà degli anni 1960 con lo sviluppo di centrali elettriche, attività petrolifere aggiuntive e estrazione di carbone e uranio.

## Società

### Evoluzione demografica
Secondo il censimento del 2010, la popolazione era di 6.763 abitanti.

### Etnie e minoranze straniere
Secondo il censimento del 2010, la composizione etnica della città era formata dal 78,1% di bianchi, lo 0,4% di afroamericani, l'8,9% di nativi americani, lo 0,3% di asiatici, lo 0,0% di oceanici, l'8,3% di altre razze, e il 3,9% di due o più etnie. Ispanici o latinos di qualunque razza erano il 23,7% della popolazione.